# Акарау
Акарау (порт. Acaraú)  —  муниципалитет в Бразилии, входит в штат Сеара. Составная часть мезорегиона Северо-запад штата Сеара. Входит в экономико-статистический  микрорегион Литорал-ди-Камосин-и-Акарау. Население составляет 51 528 человек на 2006 год. Занимает площадь 842,884 км². Плотность населения — 61,1 чел./км².
Праздник города — 31 июля. 

## История
Город основан в 1849 году.

## Статистика
- Валовой внутренний продукт на 2004 составляет 122.797.000,00 реалов (данные: Бразильский институт географии и статистики).
- Валовой внутренний продукт на душу населения на 2004 составляет 2.420,00 реалов (данные: Бразильский институт географии и статистики).
- Индекс развития человеческого потенциала на 2000 составляет 0,617 (данные: Программа развития ООН).